# Poseidón (cuento)
Poseidón (en alemán: Poseidon) es una pequeña obra en prosa de Franz Kafka, escrita en 1920. En ella, el dios del mar Poseidón es presentado como un director infeliz de los mares, los cuales apenas conoce.

## Historia
A finales de 1920, Kafka rompió relaciones con su amante Milena Jesenska. Creó entonces, guiado por un empujón productivo, una serie de obras cortas en prosa, incluyendo "La Negativa", que Kafka no llegó a publicar, por eso su amigo Max Brod las tituló cuando las publicó.

## Argumento
Poseidón está sentando en su escritorio y hace cálculos de los mares que tiene que administrar. Para su trabajo, él podría tener personal, pero prefiere trabajar solo. A Poseidón no le gusta su trabajo pero no le ve alternativa.
Poseidón lamenta que la gente lo imagine constantemente viajando por los mares con su tridente, ya que él se encuentra siempre en las profundidades de los océanos, haciendo cálculos continuos y casi nunca disfruta del mar. Sólo en sus viajes ocasionales al dios Júpiter, de los cuales a menudo regresa furioso, ve el mar durante su ascenso rápido al Olimpo. Teme que tendrá que esperar hasta el fin del mundo para tener un momento tranquilo y poder disfrutar del mar.

## Forma
El cuento consta de dos párrafos. La perspectiva narrativa ni se establece ni cambia entre párrafos. Un narrador anónimo cuenta la historia, mientras una perspectiva impersonal, de alguien superior, añade comentarios irónicos.
El segundo párrafo está dominado por la  insatisfacción de Poseidón, pero tampoco es el narrador.